# ملاکی (ماداگاسکار)
ملاکی (Melaky) یکی از ۲۲ منطقه کشور ماداگاسکار است.

## ناحیه ها
منطقه ملاکی از ۵ ناحیه تشکیل شده است:
- آنتسالووا (Antsalova)
- بسالامپی (Besalampy)
- مائینتیرانو (Maintirano)
- مورافنوبه (Morafenobe)
- آمباتومائینتی (Ambatomainty)